# Paria (halvö)
Paria (spanska: Península de Paria) är en stor halvö i Sucre i nordöstra Venezuela. Halvön avskiljer Pariagolfen från Karibiska havet. Nationalparken Península de Paria ligger på halvön.